# Francesco Fasola
Francesco Fasola (Maggiora, 23 febbraio 1898 – Novara, 1º luglio 1988) è stato un arcivescovo cattolico italiano.

## Biografia
Nasce a Maggiora, in provincia e diocesi di Novara, il 23 febbraio 1898, da una modesta famiglia di lavoratori dei campi; a causa della fragile situazione economica il padre è costretto a lasciare la famiglia emigrando negli Stati Uniti d'America, dove rimane per circa dieci anni.

### Formazione e ministero sacerdotale
Viene avviato dapprima al seminario dell'isola di San Giulio, nel lago d'Orta, e poi in quello di San Carlo in Arona, dove incontra, come padre spirituale, don Silvio Gallotti.
Il 26 maggio 1921 il vescovo Giuseppe Gamba lo ordina diacono a Novara e il 26 giugno successivo presbitero, nella cappella privata dell'episcopio di Novara.
Dopo l'ordinazione è destinato a Galliate, dove inizia a svolgere la sua attività nell'ambito giovanile.
Nel 1927 si accentua in lui la disponibilità ad un lavoro nell'ambito della diocesi, così entra a far parte dell'associazione degli Oblati dei Santi Gaudenzio e Carlo, da poco costituita su iniziativa di don Gallotti, e vi emette la "professione perpetua" nel 1929. Il suo primo impegno è, per alcuni anni, quello di assistente diocesano di Azione Cattolica, e in tale periodo di intensa attività incontra ragazzi che avrebbero avuto poi rilievo nella vita nazionale, tra i quali Oscar Luigi Scalfaro.
Nel 1942 è nominato rettore del santuario di Varallo. Nel 1946 viene richiamato a Novara con l'ufficio di pro-vicario generale della diocesi stessa.

### Ministero episcopale

#### Vescovo coadiutore di Agrigento
L'8 marzo 1954 papa Pio XII lo nomina vescovo coadiutore sedi datus di Agrigento e vescovo titolare di Vartana; il 2 maggio successivo riceve l'ordinazione episcopale, a Novara, dal vescovo Gilla Vincenzo Gremigni, coconsacranti gli arcivescovi Giovanni Battista Peruzzo e Guido Tonetti.
Esercita il suo ministero pastorale nella diocesi di Agrigento per sette anni: compie due visite pastorali, promuove riunioni del clero e celebrazioni liturgiche in tutti i paesi della vasta diocesi, si adopera per la ricostruzione di edifici sacri, per il seminario diocesano e per il museo diocesano.

#### Vescovo di Caltagirone
L'11 novembre 1960 papa Giovanni XXIII lo nomina vescovo di Caltagirone; succede a Pietro Capizzi, ritiratosi e nominato arcivescovo titolare di Amorio. Il 21 gennaio 1961 prende possesso canonico della diocesi.
A lui si devono tutte le pratiche relative all'erezione della nuova parrocchia della Sacra Famiglia, che vuole come ricordo del Concilio Vaticano II. Accoglie la salma di don Luigi Sturzo, perché sia tumulata nella chiesa del SS. Salvatore.

#### Arcivescovo metropolita di Messina
Il 25 giugno 1963 papa Paolo VI lo nomina 107º arcivescovo metropolita di Messina ed archimandrita del SS. Salvatore; succede ad Angelo Paino, ritiratosi e nominato arcivescovo titolare di Serre.
Anche a Messina, come ad Agrigento, vuole esercitare, con una lettera, un'azione di stimolo sulle pubbliche autorità affinché maggiormente e più efficacemente provvedano ai bisogni delle periferie. Cerca di arginare l'emorragia di vocazioni all'ordine sacro e i malesseri che alcune interpretazioni dei documenti conciliari provocavano in quegli anni presso taluni settori della comunità ecclesiale.
Raggiungendo nel 1973 l'età di 75 anni, presenta al papa la richiesta di dimissioni dal governo pastorale della diocesi per raggiunti limiti di età. Il 3 giugno 1977 papa Paolo VI accoglie la sua rinuncia; gli succede l'arcivescovo coadiutore Ignazio Cannavò, che, in occasione del solenne pontificale in onore della Madonna della Lettera, prende possesso dell'arcidiocesi. Il 16 luglio dello stesso anno lascia Messina, accompagnato e salutato al porto dal suo successore, al quale chiede la benedizione prima di congedarsi.
Torna quindi al santuario del Sacro Monte di Varallo, di cui era stato rettore. A causa del peggiorarsi della propria salute è costretto a trasferirsi a Novara, presso la Casa degli Oblati. Il 26 giugno 1988 celebra per l'ultima volta l'eucaristia in occasione del suo 67º anniversario di ordinazione presbiterale, e muore il 1º luglio 1988, all'età di 90 anni. Le sue spoglie riposano nella cattedrale di Messina.
Il 31 marzo 2006 il suo successore Giovanni Marra apre la sua causa di beatificazione e canonizzazione. Per questo motivo gli spetta il titolo di Servo di Dio. Materiale documentale e testimonianze vengono raccolte dall'Associazione Amici del Servo di Dio Mons. Francesco Fasola che ha sede nella parrocchia di Sant'Antonio di Piazza Armerina.

## Genealogia episcopale
La genealogia episcopale è:
- Cardinale Scipione Rebiba
- Cardinale Giulio Antonio Santori
- Cardinale Girolamo Bernerio, O.P.
- Arcivescovo Galeazzo Sanvitale
- Cardinale Ludovico Ludovisi
- Cardinale Luigi Caetani
- Cardinale Ulderico Carpegna
- Cardinale Paluzzo Paluzzi Altieri degli Albertoni
- Papa Benedetto XIII
- Papa Benedetto XIV
- Papa Clemente XIII
- Cardinale Marcantonio Colonna
- Cardinale Giacinto Sigismondo Gerdil, B.
- Cardinale Giulio Maria della Somaglia
- Cardinale Carlo Odescalchi, S.I.
- Cardinale Costantino Patrizi Naro
- Cardinale Lucido Maria Parocchi
- Papa Pio X
- Cardinale Gaetano De Lai
- Cardinale Raffaele Carlo Rossi, O.C.D.
- Arcivescovo Gilla Vincenzo Gremigni, M.S.C.
- Arcivescovo Francesco Fasola, O.SS.G.C.N.